# Bèlgica al Festival de la Cançó d'Eurovisió
Bèlgica participa en el Festival de la Cançó d'Eurovisió des de 1956. Com que és una nació que compta amb dues entitats de radiodifusió públiques representants de les dues principals comunitats lingüístiques del país. RTBF (en francès), i VRT (en flamenc), la responsabilitat de l'elecció del representant belga s'alterna cada any entre les dues radiodifusores, per alternar així l'idioma de la cançó. Fins i tot ara, amb la norma de llibertat d'idioma de la UER, Bèlgica sol presentar temes en anglès per ambdues parts, la RTBF se n'encarrega de la representació els anys imparells i la VRT, els parells.
El 1986 Bèlgica va aconseguir la seva única victòria fins al moment, amb Sandra Kim que aleshores tenia només tretze anys, per la qual cosa és també la guanyadora més jove de la història d'Eurovisió.
La següent millor posició aconseguida per Bèlgica és el segon lloc aconseguit en dues ocasions en 1978 i 2003. Concretament l'any 2003 Bèlgica va ser representada per Urban Trad, una banda folk que va cantar en un idioma inventat i que va acabar en segon lloc. El darrer millor resultat belga el va obtenir la cantant Blanche l'any 2017. Va superar la semifinal i en la final va quedar en quarta posició.
D'altra banda, Bèlgica ha ocupat l'últim lloc en vuit ocasions. A causa del baix resultat de 1993, Bèlgica va ser relegat de participar en el festival de 1994. El mateix va ocórrer els anys 1997 i 2001.
En un total de 22 vegades ha estat aquest país al TOP 10 en una final.

## Participacions
Llegenda
| Any                         | Seu                | Artista                       | Cançó                             | Final                        | Punts                        | Semifinal                   | Punts                       |
| --------------------------- | ------------------ | ----------------------------- | --------------------------------- | ---------------------------- | ---------------------------- | --------------------------- | --------------------------- |
| 1956                        | Lugano             | Fud Leclerc                   | «Messieurs les noyés de la Seine» | No es van publicar resultats | No es van publicar resultats | No va haver-hi semifinals   | No va haver-hi semifinals   |
| 1956                        | Lugano             | Mony Marc                     | «Le plus beau jour de ma vie»     | No es van publicar resultats | No es van publicar resultats | No va haver-hi semifinals   | No va haver-hi semifinals   |
| 1957                        | Frankfurt del Main | Bobbejaan Schoepen            | «Straatdeuntje»                   | 8                            | 5                            | No va haver-hi semifinals   | No va haver-hi semifinals   |
| 1958                        | Hilversum          | Fud Leclerc                   | «Ma petite chatte»                | 5                            | 8                            | No va haver-hi semifinals   | No va haver-hi semifinals   |
| 1959                        | Canes              | Bob Benny                     | «Hou toch van mij»                | 6                            | 9                            | No va haver-hi semifinals   | No va haver-hi semifinals   |
| 1960                        | Londres            | Fud Leclerc                   | «Mon amour pour toi»              | 6                            | 9                            | No va haver-hi semifinals   | No va haver-hi semifinals   |
| 1961                        | Canes              | Bob Benny                     | «September, gouden roos»          | 15                           | 1                            | No va haver-hi semifinals   | No va haver-hi semifinals   |
| 1962                        | Luxemburg          | Fud Leclerc                   | «Ton nom»                         | 13                           | 0                            | No va haver-hi semifinals   | No va haver-hi semifinals   |
| 1963                        | Londres            | Jacques Raymond               | «Waarom?»                         | 10                           | 4                            | No va haver-hi semifinals   | No va haver-hi semifinals   |
| 1964                        | Copenhaguen        | Robert Cogoi                  | «Près de ma rivière»              | 10                           | 2                            | No va haver-hi semifinals   | No va haver-hi semifinals   |
| 1965                        | Nàpols             | Lize Marke                    | «Als het weer lent is»            | 15                           | 0                            | No va haver-hi semifinals   | No va haver-hi semifinals   |
| 1966                        | Luxemburg          | Tonia                         | «Un peu de poivre, un peu de sel» | 4                            | 14                           | No va haver-hi semifinals   | No va haver-hi semifinals   |
| 1967                        | Viena              | Louis Neefs                   | «Ik heb zorgen»                   | 7                            | 8                            | No va haver-hi semifinals   | No va haver-hi semifinals   |
| 1968                        | Londres            | Claude Lombard                | «Quand tu reviendras»             | 7                            | 8                            | No va haver-hi semifinals   | No va haver-hi semifinals   |
| 1969                        | Madrid             | Louis Neefs                   | «Jennifer Jennings»               | 7                            | 10                           | No va haver-hi semifinals   | No va haver-hi semifinals   |
| 1970                        | Amsterdam          | Jean Vallée                   | «Viens l'oublier»                 | 8                            | 5                            | No va haver-hi semifinals   | No va haver-hi semifinals   |
| 1971                        | Dublín             | Lily Castel i Jacques Raymond | «Goeiemorgen, morgen»             | 14                           | 68                           | No va haver-hi semifinals   | No va haver-hi semifinals   |
| 1972                        | Edimburg           | Serge & Christine Ghisoland   | «À la folie ou pas du tout»       | 17                           | 55                           | No va haver-hi semifinals   | No va haver-hi semifinals   |
| 1973                        | Luxemburg          | Nicole Josy & Hugo Sigal      | «Baby, baby»                      | 17                           | 58                           | No va haver-hi semifinals   | No va haver-hi semifinals   |
| 1974                        | Brighton           | Jacques Hustin                | «Fleur de liberté»                | 9                            | 10                           | No va haver-hi semifinals   | No va haver-hi semifinals   |
| 1975                        | Estocolm           | Ann Christy                   | «Gelukkig zijn»                   | 15                           | 17                           | No va haver-hi semifinals   | No va haver-hi semifinals   |
| 1976                        | La Haia            | Pierre Rapsat                 | «Judy et Cie»                     | 8                            | 68                           | No va haver-hi semifinals   | No va haver-hi semifinals   |
| 1977                        | Londres            | Dream Express                 | «A million in one, two, three»    | 7                            | 69                           | No va haver-hi semifinals   | No va haver-hi semifinals   |
| 1978                        | París              | Jean Vallée                   | «L'amour ça fait chanter la vie»  | 2                            | 125                          | No va haver-hi semifinals   | No va haver-hi semifinals   |
| 1979                        | Jerusalem          | Micha Maran                   | «Hey nana»                        | 18                           | 5                            | No va haver-hi semifinals   | No va haver-hi semifinals   |
| 1980                        | La Haia            | Telex                         | «Euro-Vision»                     | 17                           | 14                           | No va haver-hi semifinals   | No va haver-hi semifinals   |
| 1981                        | Dublín             | Emly Starr                    | «Samson»                          | 13                           | 40                           | No va haver-hi semifinals   | No va haver-hi semifinals   |
| 1982                        | Harrogate          | Stella                        | «Si tu aimes ma musique»          | 4                            | 96                           | No va haver-hi semifinals   | No va haver-hi semifinals   |
| 1983                        | Múnic              | Pas De Deux                   | «Rendez-vous»                     | 18                           | 13                           | No va haver-hi semifinals   | No va haver-hi semifinals   |
| 1984                        | Luxemburg          | Jacques Zegers                | «Avanti la vie»                   | 5                            | 70                           | No va haver-hi semifinals   | No va haver-hi semifinals   |
| 1985                        | Göteborg           | Limita Lepomme                | «Laat em nu gaan»                 | 19                           | 7                            | No va haver-hi semifinals   | No va haver-hi semifinals   |
| 1986                        | Bergen             | Sandra Kim                    | «J'aime la vie»                   | 1                            | 176                          | No va haver-hi semifinals   | No va haver-hi semifinals   |
| 1987                        | Brussel·les        | Liliane Saint-Pierre          | «Soldiers of Love»                | 11                           | 56                           | No va haver-hi semifinals   | No va haver-hi semifinals   |
| 1988                        | Dublín             | Reynaert                      | «Laissez briller le soleil»       | 18                           | 5                            | No va haver-hi semifinals   | No va haver-hi semifinals   |
| 1989                        | Lausana            | Ingeborg                      | «Door de wind»                    | 19                           | 13                           | No va haver-hi semifinals   | No va haver-hi semifinals   |
| 1990                        | Zagreb             | Philippe Lafontaine           | «Macédomienne»                    | 12                           | 46                           | No va haver-hi semifinals   | No va haver-hi semifinals   |
| 1991                        | Roma               | Closeau                       | «Geef het op»                     | 16                           | 23                           | No va haver-hi semifinals   | No va haver-hi semifinals   |
| 1992                        | Malmö              | Morgane                       | «Nous on veur des violons»        | 20                           | 11                           | No va haver-hi semifinals   | No va haver-hi semifinals   |
| 1993                        | Millstreet         | Barbara Dex                   | «Iemands als jij»                 | 25                           | 3                            | Kvalifikacija za Millstreet | Kvalifikacija za Millstreet |
| No hi va participar en 1994 |                    |                               |                                   |                              |                              |                             |                             |
| 1995                        | Dublín             | Frédéric Etherlinck           | «La voix est libre»               | 20                           | 8                            | No va haver-hi semifinals   | No va haver-hi semifinals   |
| 1996                        | Oslo               | Lisa del Bo                   | «Liefde is een kaartspel»         | 16                           | 22                           | 12                          | 45                          |
| No hi va participar en 1997 |                    |                               |                                   |                              |                              |                             |                             |
| 1998                        | Birmingham         | Mélanie Cohl                  | «Dis oui»                         | 6                            | 122                          | No va haver-hi semifinals   | No va haver-hi semifinals   |
| 1999                        | Jerusalem          | Vanessa Chinitor              | «Like the wind»                   | 12                           | 38                           | No va haver-hi semifinals   | No va haver-hi semifinals   |
| 2000                        | Estocolm           | Nathalie Sorce                | «Envie de vivre»                  | 24                           | 2                            | No va haver-hi semifinals   | No va haver-hi semifinals   |
| No hi va participar en 2001 |                    |                               |                                   |                              |                              |                             |                             |
| 2002                        | Tallinn            | Sergio & The Ladies           | «Sister»                          | 13                           | 33                           | No va haver-hi semifinals   | No va haver-hi semifinals   |
| 2003                        | Riga               | Urban Trad                    | «Sanomi»                          | 2                            | 165                          | No va haver-hi semifinals   | No va haver-hi semifinals   |
| 2004                        | Istanbul           | Xandee                        | «1 life»                          | 22                           | 7                            | Top 11 de l'any anterior    | Top 11 de l'any anterior    |
| 2005                        | Kíev               | Nuno Resende                  | «Le grand soir»                   | No es va classificar         | No es va classificar         | 22                          | 29                          |
| 2006                        | Atenes             | Kate Ryan                     | «Je t'adore»                      | No es va classificar         | No es va classificar         | 12                          | 69                          |
| 2007                        | Hèlsinki           | The KMG'                      | «LovePower»                       | No es va classificar         | No es va classificar         | 26                          | 14                          |
| 2008                        | Belgrad            | Ishtar                        | «O julissi»                       | No es va classificar         | No es va classificar         | 17                          | 16                          |
| 2009                        | Moscou             | Patrick Ouchène               | «Copycat»                         | No es va classificar         | No es va classificar         | 17                          | 1                           |
| 2010                        | Oslo               | Tom Diu                       | «Me and my guitar»                | 6                            | 143                          | 1                           | 167                         |
| 2011                        | Düsseldorf         | Witloof Bay                   | «With love baby»                  | No es va classificar         | No es va classificar         | 11                          | 53                          |
| 2012                        | Bakú               | Iris                          | «Would you?»                      | No es va classificar         | No es va classificar         | 17                          | 16                          |
| 2013                        | Malmö              | Roberto Bellarosa             | «Love kills»                      | 12                           | 71                           | 6                           | 75                          |
| 2014                        | Copenhaguen        | Axel Hirsoux                  | «Mother»                          | No es va classificar         | No es va classificar         | 14                          | 28                          |
| 2015                        | Viena              | Loïc Nottet                   | «Rhythm inside»                   | 4                            | 217                          | 2                           | 149                         |
| 2016                        | Estocolm           | Laura Tesoro                  | «What's the Pressure?»            | 10                           | 181                          | 3                           | 274                         |
| 2017                        | Kíev               | Blanche                       | «City Lights»                     | 4                            | 363                          | 4                           | 165                         |
| 2018                        | Lisboa             | Sennek                        | «A Matter of Time»                | No es va classificar         | No es va classificar         | 12                          | 91                          |
| 2019                        | Tel-Aviv           | Eliot Vassamillet             | «Wake up»                         | No es va classificar         | No es va classificar         | 13                          | 70                          |
| 2020                        | Rotterdam          | Hooverphonic                  | «Release Me»                      | Festival cancel·lat          | Festival cancel·lat          | Festival cancel·lat         | Festival cancel·lat         |
| 2021                        | Rotterdam          | Hooverphonic                  | «The Wrong Place»                 | 19                           | 74                           | 9                           | 117                         |
| 2022                        | Torí               | Jérémie Makiese               | «Miss You»                        | 19                           | 64                           | 8                           | 151                         |
| 2023                        | Liverpool          | Gustaph                       | «Because of You»                  | 7                            | 182                          | 8                           | 90                          |
| 2024                        | Malmö              | Mustii                        | «Before The Party's Over»         | No es va classificar         | No es va classificar         | 13                          | 18                          |
| 2025                        | Basilea            | Red Sebastian                 | «Strobe Lights»                   | No es va classificar         | No es va classificar         | 13                          | 23                          |

## Festivals organitzats a Bèlgica
| Edició                                | Ciutat seu  | Localització         | Presentandors |
| ------------------------------------- | ----------- | -------------------- | ------------- |
| Festival de la Cançó d'Eurovisió 1987 | Brussel·les | Palais du Centenaire | Viktor Lazlo  |

## Galeria d'imatges

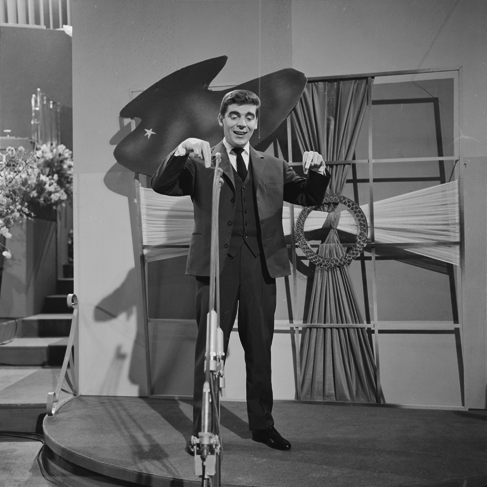
Fud Leclerc a Hilversum (1958)
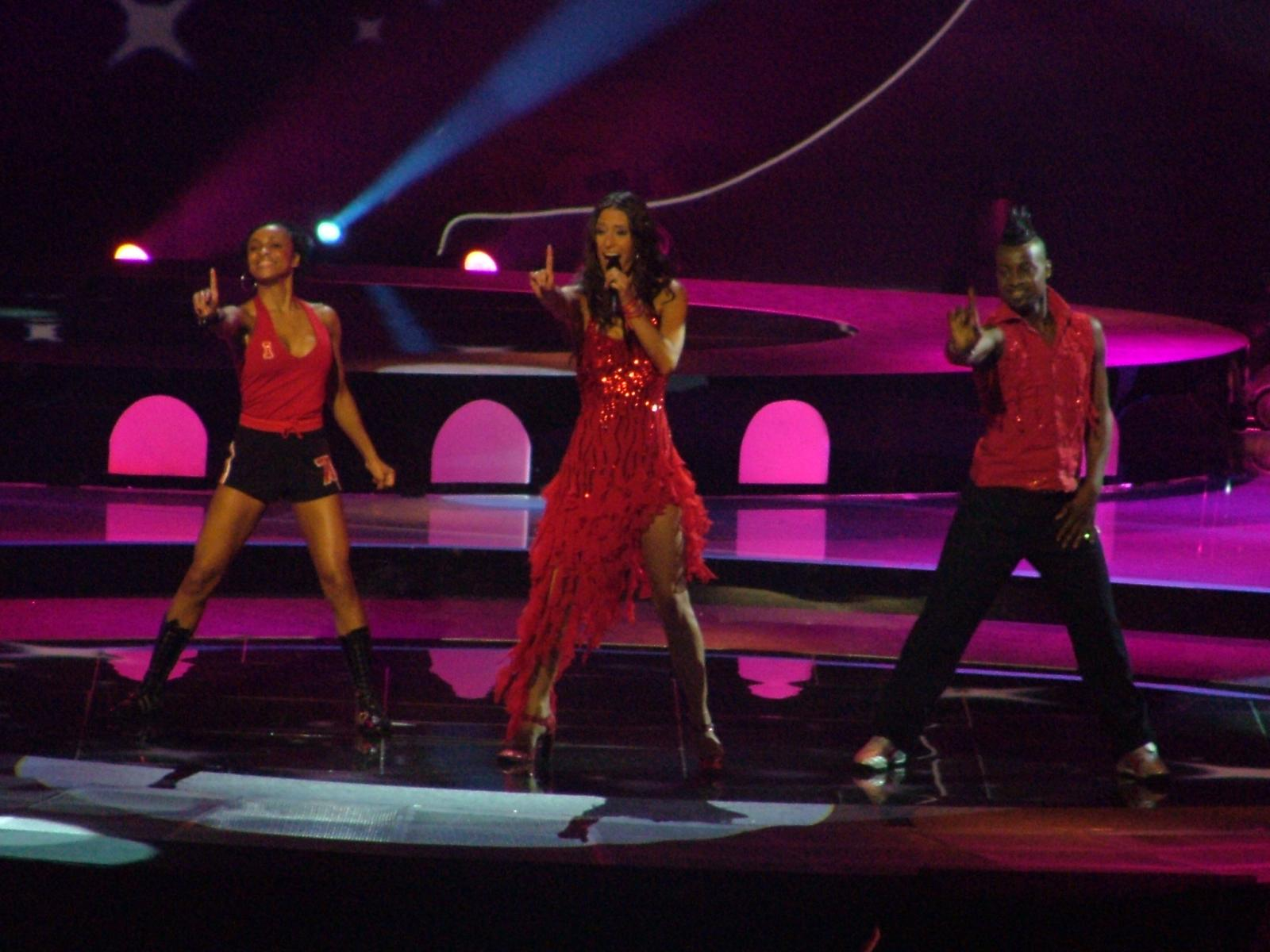
Xandee a Istanbul (2004)
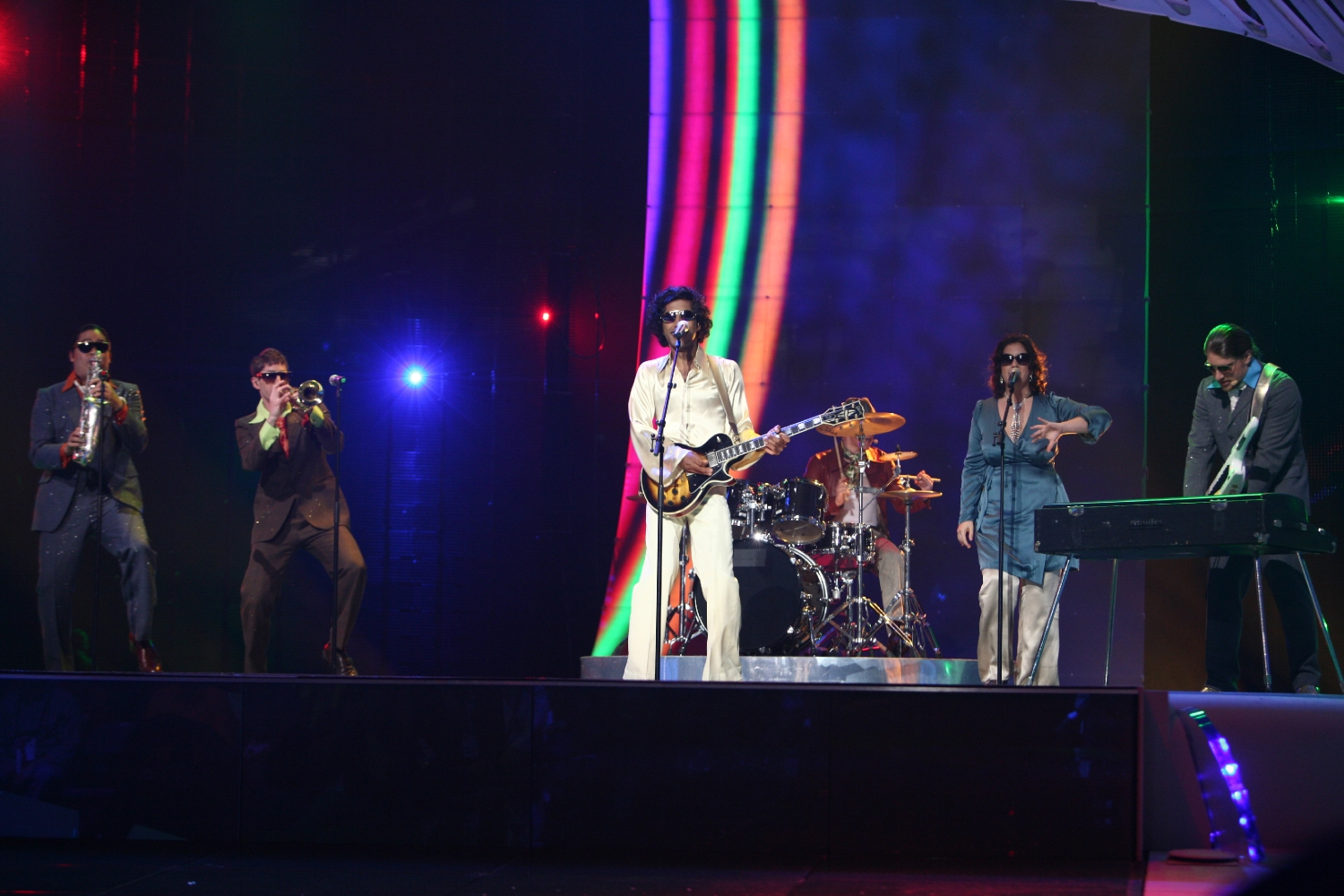
The KMG's a Hèlsinki (2007)
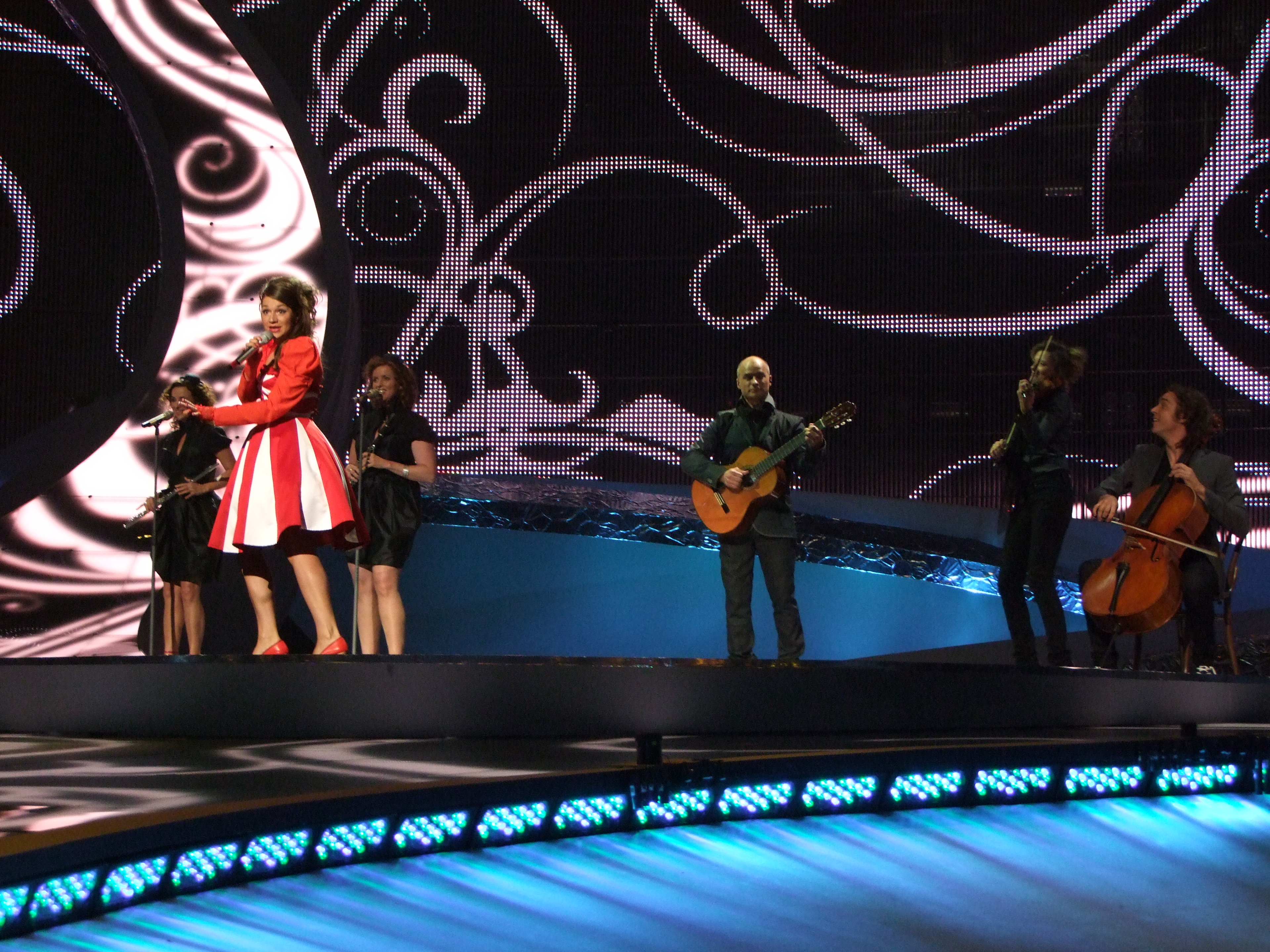
Ishtar a Belgrad (2008)
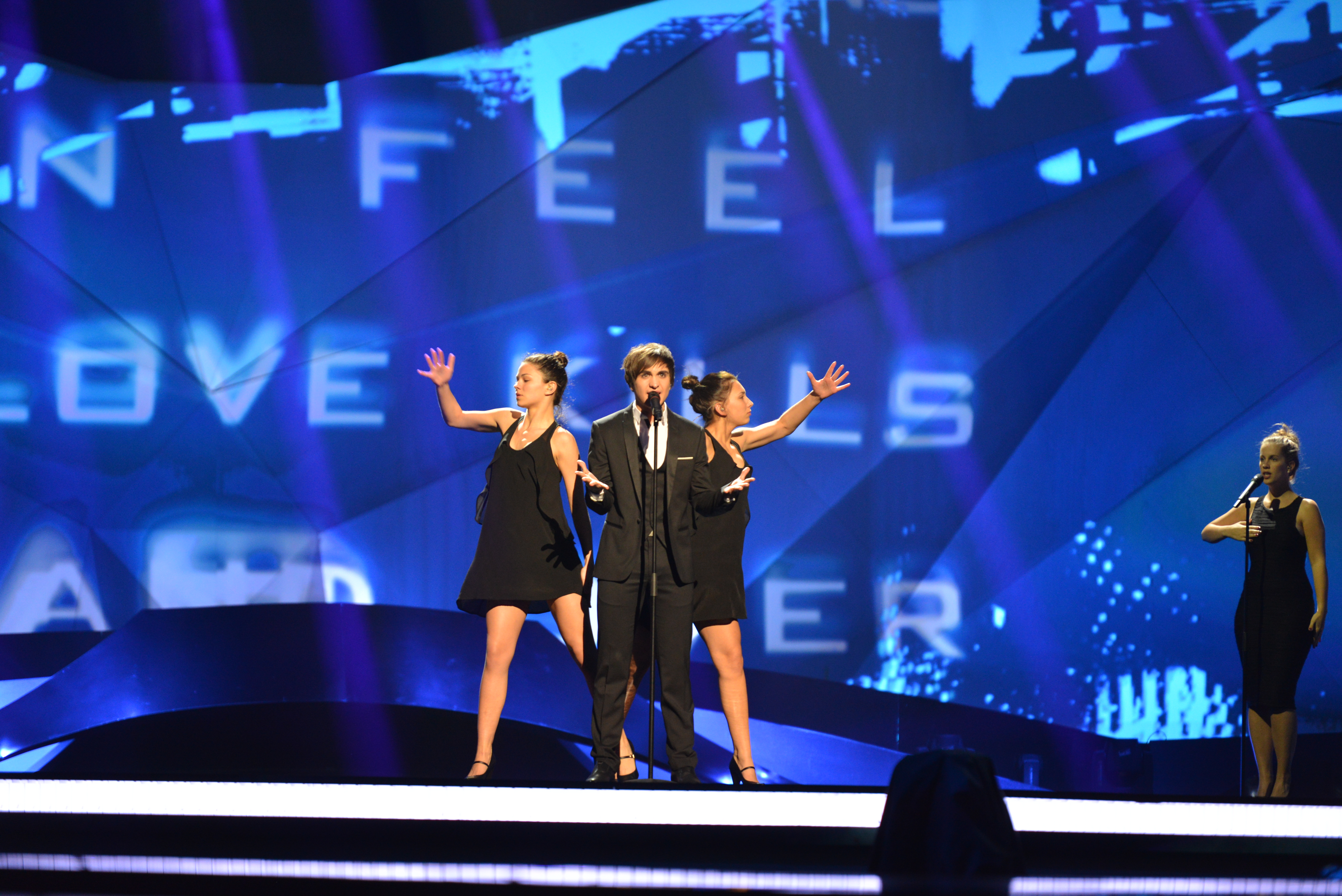
Roberto Bellarosa a Malmö (2013)
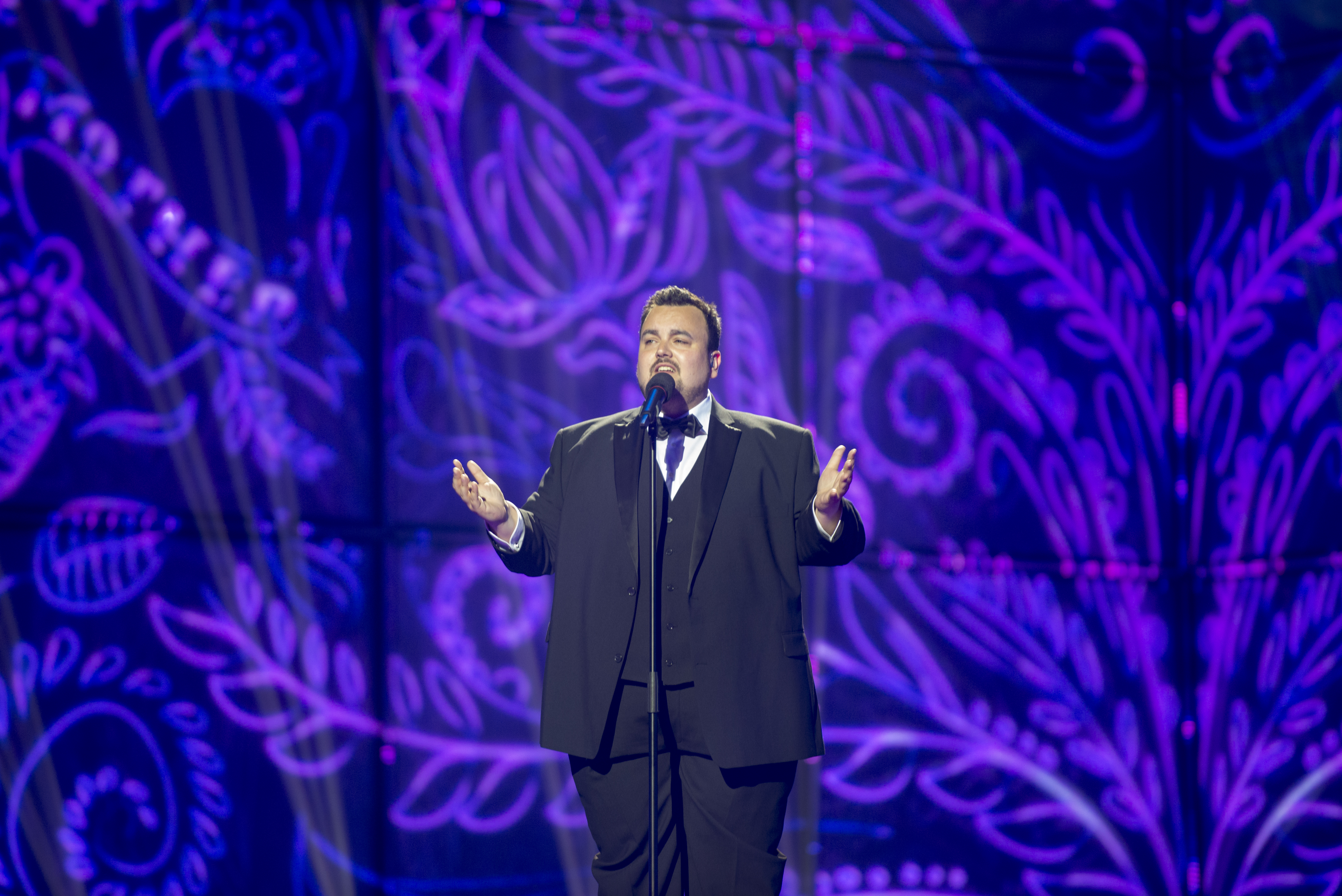
Axel Hirsoux a Copenhaguen (2014)
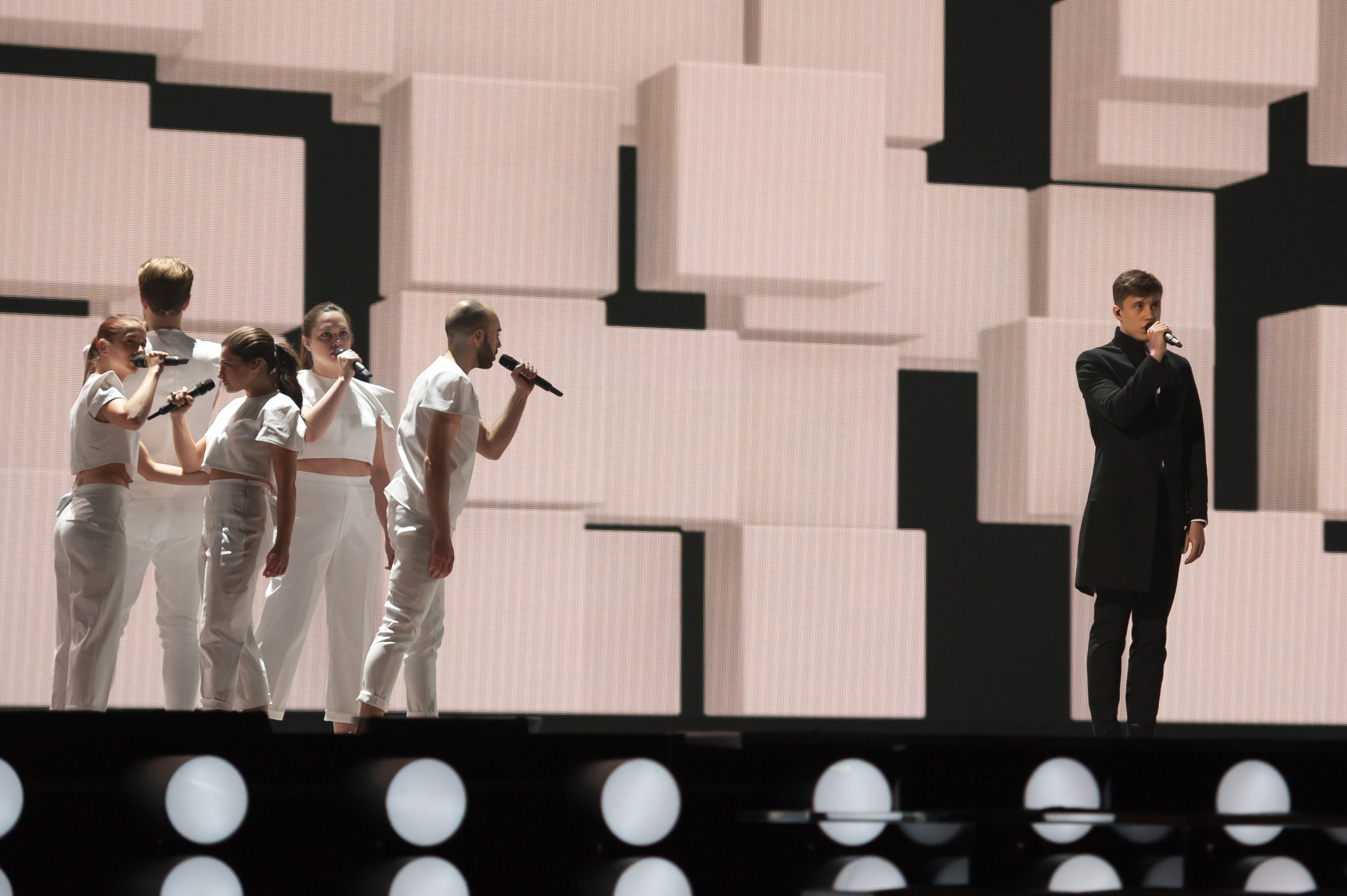
Loïc Nottet a Viena (2015)
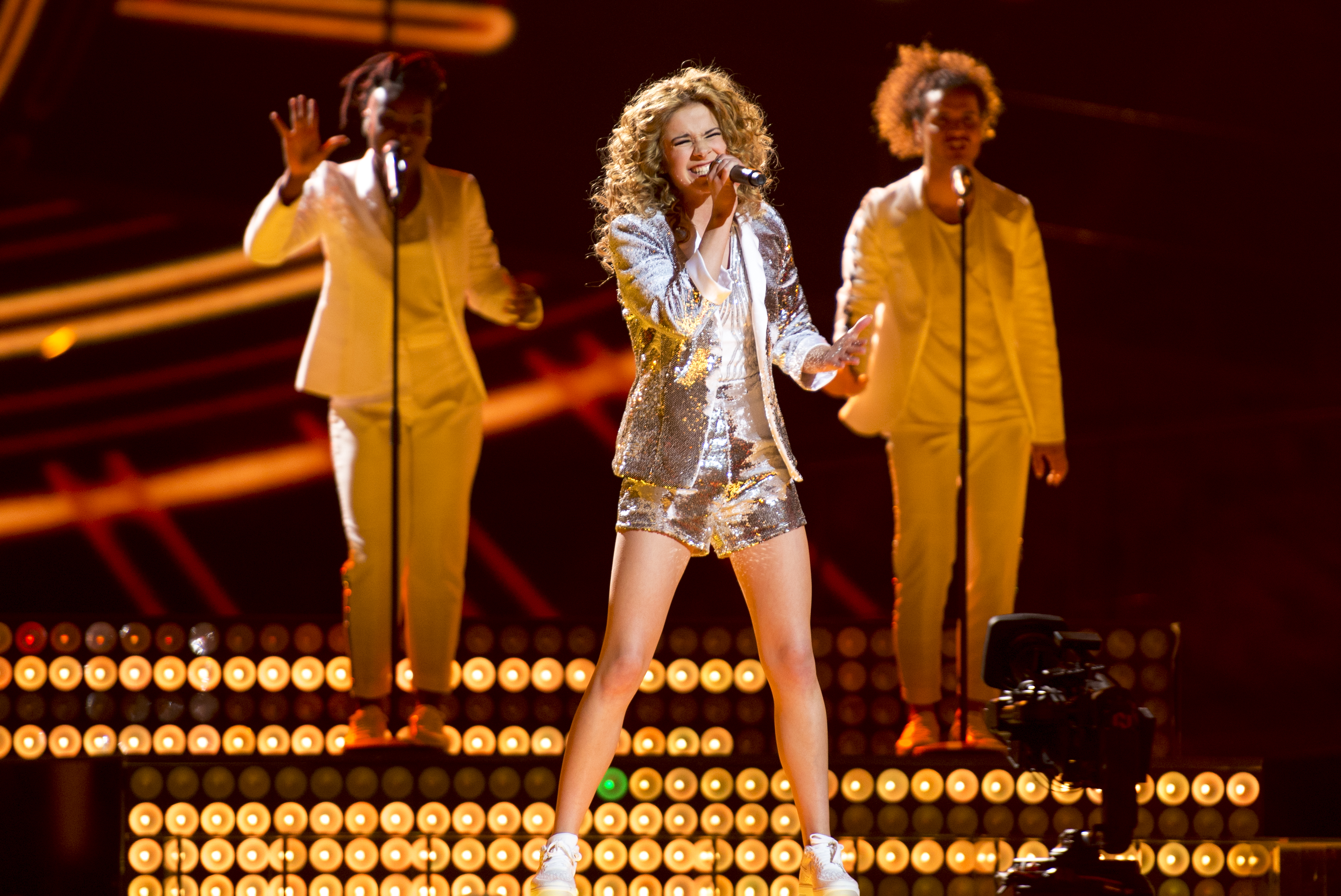
Laura Tesoro a Estocolm (2016)
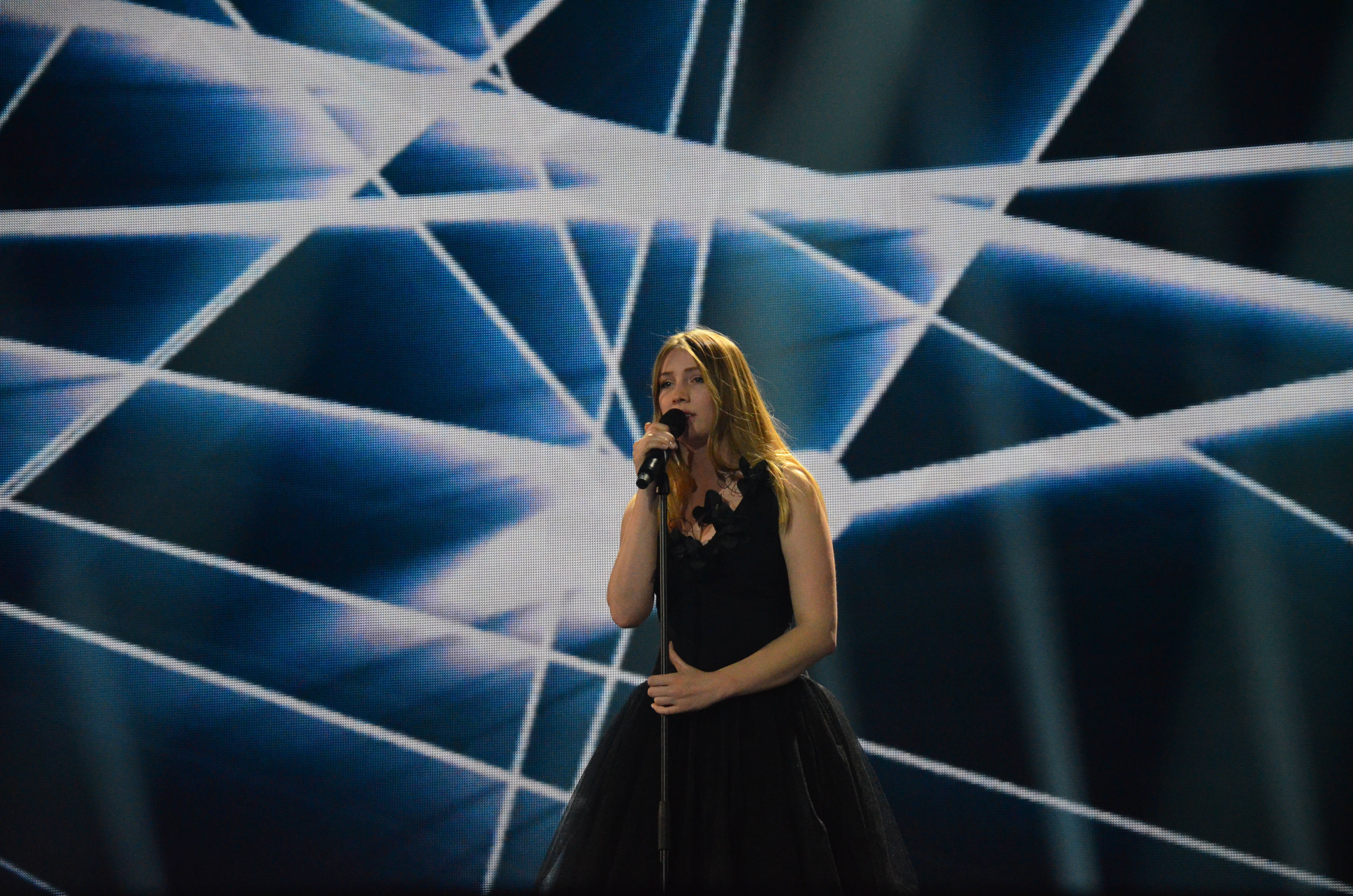
Blanche a Kíev (2017)
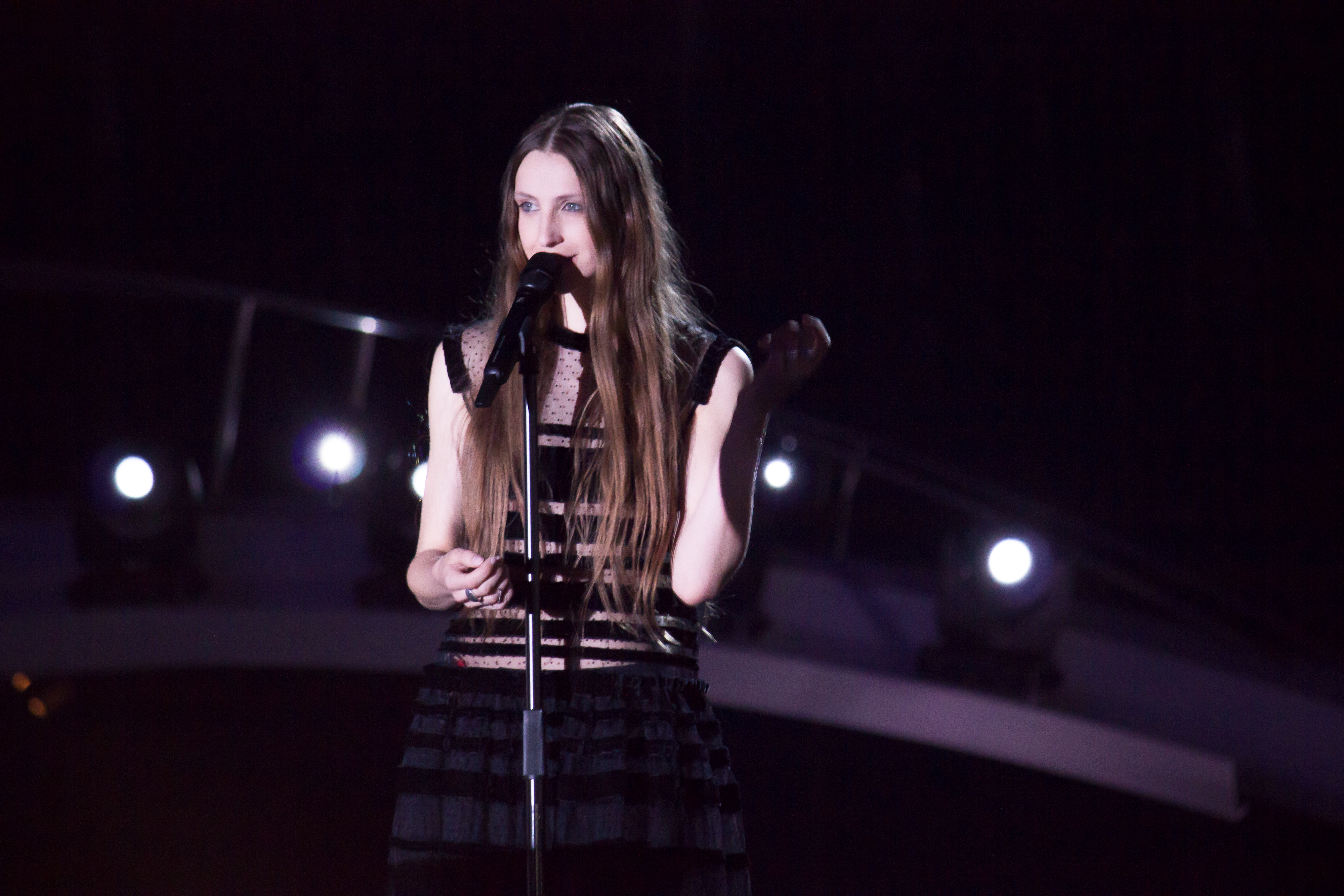
Sennek a Lisboa (2018)
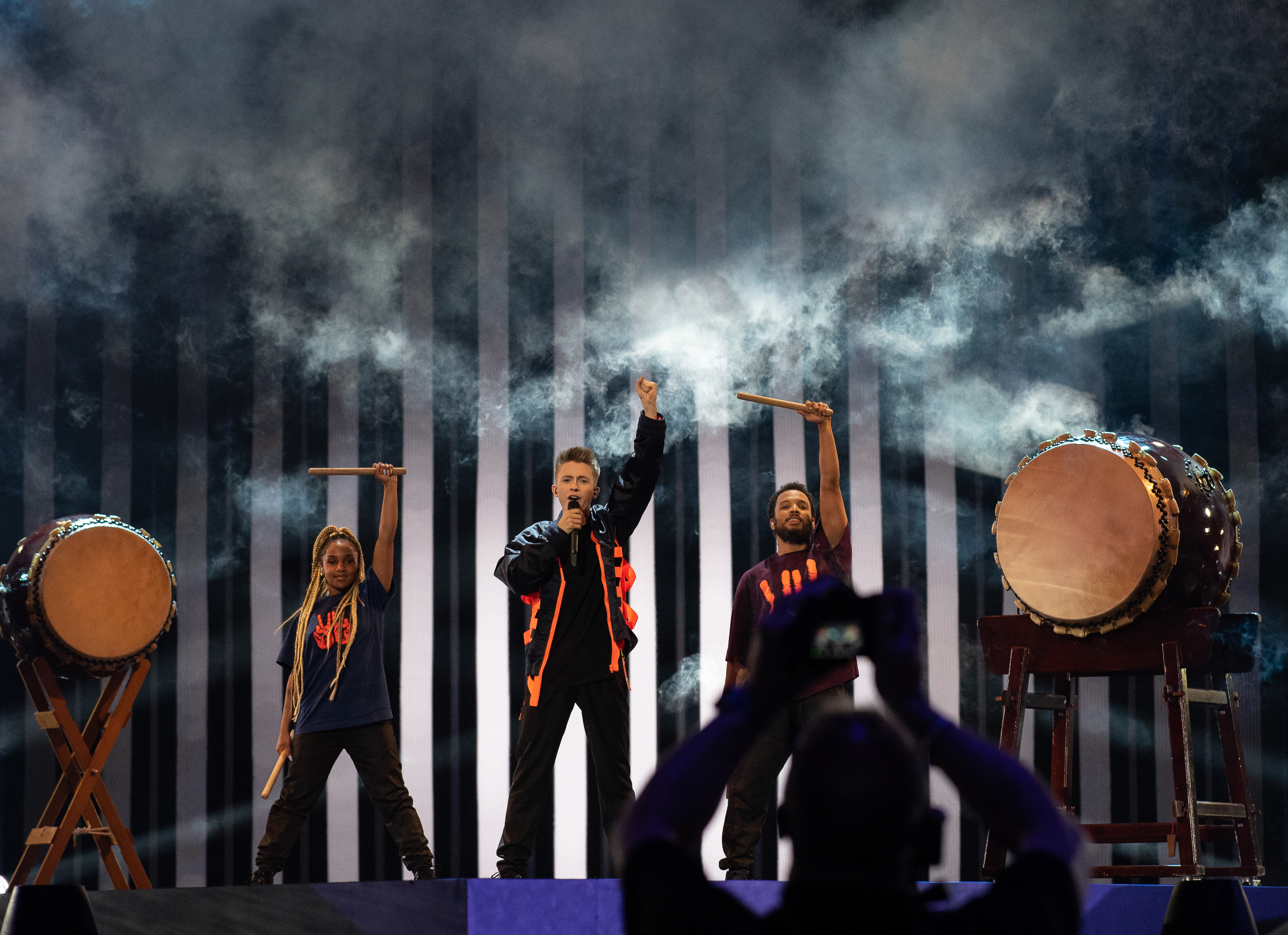
Eliot a Tel-Aviv (2019)

## Nota
1. ↑  Al principi, Espanya va atorgar 12 punts a Israel i 10 a Noruega.